# 灰松鼠
灰松鼠（学名：Sciurus carolinensis；英語：eastern gray squirrel、grey squirrel）是一種原生於美國東部及中西部以及加拿大东部省份的樹松鼠。它是一种多产且适应性很强的松鼠，後來美國西部也繁殖起来，引入到英国後又成為入侵物種，對當地原生的歐亞紅松鼠構成威脅。爱尔兰东部的一些郡的欧亚红松鼠也受到威胁，但是欧亚红松鼠在南部和西部的郡仍然很常见。意大利也有发生入侵的可能。國際自然保護聯盟物種存續委員會的入侵物種專家小組（ISSG）列為世界百大外來入侵種。

## 描述
如其名称所示，灰松鼠的皮毛主要为灰色，但是也有略带红色。其腹部为白色，尾巴很大且多毛。在城市里，由于威胁减少，常常可以看到白色或黑色的灰松鼠。在某些区域，如加拿大东南部，几乎全黑的灰松鼠有一定规模。同时也有一些变种，包括尾巴为黑色的品种，以及毛皮为黑色但尾巴为白色的品种。其头和身体长度为23-30厘米，尾巴为19-25厘米，成年灰松鼠体重为400-600克。

## 外部連接
- An Exotic Evolution: Black Squirrels Imported in Early 1900s Gain Foothold （页面存档备份，存于）
- WildlifeOnline – Natural History of Tree Squirrels （页面存档备份，存于）
- Smithsonian Eastern Gray Squirrel article （页面存档备份，存于）
- Grey Squirrel feeding on peanuts in a British park （页面存档备份，存于）
- Grey Squirrels （页面存档备份，存于）, Fletcher Wildlife Garden
- 灰松鼠图片 （页面存档备份，存于）